# Oakgrove (Cheshire)
Oakgrove – wieś w Anglii, w hrabstwie ceremonialnym Cheshire, w dystrykcie (unitary authority) Cheshire East. Leży 51 km na wschód od miasta Chester i 233 km na północny zachód od Londynu.